# Teclado Jankó

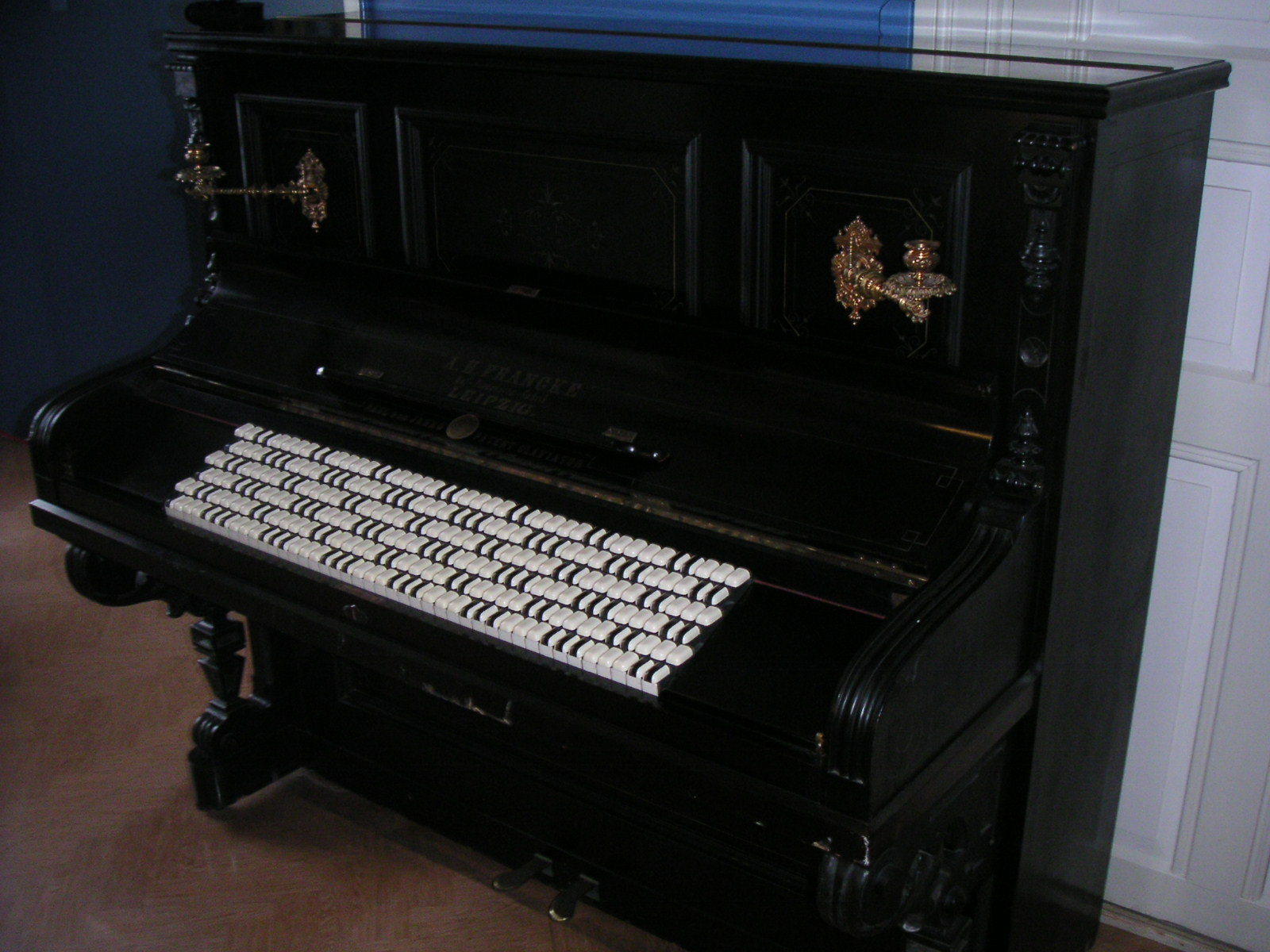
Piano Jankó.

El teclado Jankó es una disposición alternativa de las teclas del piano tradicionalmente conocido. Fue concebido por Paul von Jankó en 1882, basado en el teclado simétrico creado por el prelado español Juan Caramuel y Lobkowitz en Praga en el año 1654.
La construcción del teclado Jankó parte de la idea de que una mano humana difícilmente pueda cubrir un intervalo mayor a una novena en un teclado tradicional, y en el hecho de que una misma escala debe ser digitada de manera diferente en cada tono.
El teclado Jankó consiste en una matriz de teclas dispuestas en dos niveles (uno en las columnas pares y otro en las impares) donde cada columna (o nota) tiene tres diferentes puntos de contacto en su extensión, los cuales, al estar en dos niveles diferentes, conforman seis filas en esta matriz. La cantidad de columnas dependerá del rango tonal que se le quiera dar al teclado. Esta disposición fue diseñada para facilitar la construcción de acordes y escalas, y difiere sustancialmente del trazado normal de un teclado de piano cuyas teclas blancas y negras están dispuestas en una única fila.
En el teclado Jankó, cada columna se encuentra a un semitono de distancia de sus columnas vecinas, y dado que las teclas en cada columna se encuentran -alternativamente- en dos niveles diferentes, el intervalo entre una nota y la siguiente en cada fila es un tono completo. Esta particular disposición hace que todos los acordes y las escalas tengan la misma "forma" en todo el teclado -razón por la cual se lo suele denominar isomórfico- independientemente de la tonalidad que se ejecute (a diferencia de un teclado tradicional, que requiere de doce patrones de digitación diferentes para cada una de ellas).
Para un teclado de 88 notas (tamaño completo) se requerirán 264 teclas en total (la misma nota se repite tres veces en cada columna). En la figura (ver debajo), las teclas blancas han sido coloreadas de manera de mostrar cómo están interconectadas las teclas. En cuanto a las dimensiones, en lugar de los 123 cm. que requiere un piano tradicional, esta disposición de teclado tiene sólo 89 cm de largo, ya que las teclas al estar dispuestas de manera homogénea permiten que su tamaño sea menor sin afectar la digitación. En virtud de esta reducción de tamaño de teclas, una mano puede alcanzar intervalos mayores, cumplimentando el segundo objetivo que se perseguía al momento de su concepción.

Distribución de teclado Jankó.

El piano Jankó mantiene la coloración de los teclados tradicionales (blanco para las naturales y negro para sostenidos y bemoles), sin la necesidad habitual de aprender todos los otros patrones clave, como una alteración de la escala de Do mayor. En este sentido, no debe subestimarse la ventaja pedagógica del patrón de teclado tradicional, el cual permite a los principiantes empezar a "jugar" en una tonalidad concreta (Do mayor, digitando sólo las teclas blancas), sin necesidad de entender los principios tonales y armónicos generales.
El teclado Jankó nunca tuvo éxito ni difusión masiva. Si bien la curva de aprendizaje de la digitación en este teclado es idéntica a la de un piano tradicional, nunca fue utilizada en ámbitos de enseñanza formal del instrumento. Por otra parte, pocos pianistas estaban dispuestos a aprender de nuevo su repertorio en un teclado diferente y con una digitación totalmente nueva sin que hubiera una real necesidad para hacerlo. Se estima que si hubiera surgido en una etapa anterior, podría haber rivalizado con el teclado tradicional antes de que el pianoforte estándar se popularizara durante el Romanticismo. Incluso célebres compositores han opinado favorablemente sobre el teclado Jankó:

"Si comenzara mi carrera nuevamente, utilizaría este teclado" - Arthur Rubinstein

"Esta invención reemplazará al teclado de piano tradicional en 50 años" - Franz Liszt

Desde su creación, se han realizado diferentes implementaciones de este teclado. El mismo Paul von Jankó (patente alemana 25852, fechada el 14 de enero de 1884) originalmente eligió una forma de tecla con reminiscencias de las teclas negras y delgadas del piano tradicional. Un año más tarde (patente alemana 32138, fechada el l de julio de 1885) transformó las teclas en unas ligeramente más anchas y más cortas. Otros inventores patentaron teclados muy similares, en general difiriendo en la forma de las teclas o el instrumento en el cual aplicaban esta disposición. Por ejemplo: John Trotter [patente inglesa 3404, 4 de marzo de 1811], William A. B. Lunn ideado en 1843, bajo el nombre de Arthur Wallbridge, a un teclado secuencial con filas paralelas de teclas cada una con tonos completos. Gould and Marsh [patente estadounidense 24021, 17 de mayo de 1859], Edgar [patente estadounidense 119335, 26 de septiembre de 1871], Cramer [patente estadounidense 152726, 7 de julio de 1874], McChesney [patente estadounidense 161086, 6 de abril de 1875], Stewart [patente estadounidense 497426, 19 de enero de 1886], Adams [patente estadounidense 682014, 3 de septiembre de 1901], Nordbö [patente estadounidense 1202882, 31 de octubre de 1916], Barnett [patente estadounidense 1958227, 8 de mayo de 1934], Reuther [patente estadounidense 2203393, 4 de junio de 1940], Firestone [patente estadounidense 2417639, 11 de junio de 1945], and Reuther [patente estadounidense 2557690, 5 de abril de 1950]. Las patentes más recientes son para aplicar esta disposición a instrumentos compatibles con el estándar MIDI.
```
a     b     c#    d#    f     g     a     b     c#
   a#    c     d     e     f#    g#    a#    c
a     b     c#    d#    f     g     a     b     c#
   a#    c     d     e     f#    g#    a#    c
a     b     c#    d#    f     g     a     b     c#
   a#    c     d     e     f#    g#    a#    c

```